# Gerry Cowper
Geraldine „Gerry“ Cowper (* 23. Juni 1958 in London, England) ist eine britische Schauspielerin.

## Leben
Cowper begann ihre Schauspielkarriere 1971 mit einer wiederkehrenden Gastrolle in der BBC-Sitcom Bachelor Father. Im darauf folgenden Jahr hatte sie eine kleine Nebenrolle in Alfred Hitchcocks Thriller Frenzy. Eine weitere Nebenrolle spielte sie 1973 im Horrorfilm The Wicker Man an der Seite von Christopher Lee und Britt Ekland. Danach spielte sie fast ausschließlich in Fernsehproduktionen. In der 1978 produzierten Miniserie Chris und Tim spielte sie ein 15-jähriges Mädchen, welches eine sexuelle Beziehung zu einem gleichaltrigen Mitschüler unterhält und dadurch Probleme mit ihren Eltern bekommt. Bei der deutschen Ausstrahlung 1980 wurde diese Serie und Gerry Cowper öfters Thema in der Jugendzeitschrift Bravo. Heute ist sie dem deutschsprachigen Publikum durch ihre Darstellung der Haushälterin Ms. Mellon im britischen Fernsehfilm Der kleine Lord mit Alec Guinness und Ricky Schroder in den Hauptrollen bekannt, der alljährlich zur Weihnachtszeit wiederholt wird. Bekanntheit beim britischen Fernsehpublikum errang sie durch ihre Rolle als Rosie Miller in der Seifenoper EastEnders, die sie zwischen 2004 und 2006 spielte.
Cowper ist Zwillingsschwester der Schauspielerin Jackie Cowper, auch ihre jüngere Schwester Nicola ist Schauspielerin. Cowper war acht Jahre mit Mark Foley verheiratet, der 1988 zusammen mit Tony McCann wegen eines gemeinsamen Banküberfalls eine langjährige Haftstrafe verbüßte. Ihre Schwester Nicola ist seit Ende der 1980er Jahre mit McCann liiert, der 2008 wegen Mordes zu 21 Jahren Haft verurteilt wurde. Foley wurde 2006 wegen bewaffneten Überfalls zu 15 Jahren Gefängnis verurteilt.

## Filmografie (Auswahl)
- 1971: Bachelor Father (Fernsehserie, 9 Folgen)
- 1972: Frenzy
- 1973: The Wicker Man
- 1977: General Hospital (Fernsehserie, 1 Folge)
- 1979: Telford's Change (Fernsehserie, 9 Folgen)
- 1979: Die Abenteuer des Dick Turpin (Dick Turpin; Fernsehserie, 1 Folge)
- 1980: Der kleine Lord (Little Lord Fauntleroy; Fernsehfilm)
- 1980: Yes Minister (Fernsehserie, 1 Folge)
- 1986–1987: Only Fools and Horses (Fernsehserie, 2 Folgen)
- 1988–2000: The Bill (Fernsehserie, 9 Folgen)
- 1997: Der Preis des Verbrechens (Trial & Retribution; Fernsehserie, 2 Folgen)
- 2002–2015: Casualty (Fernsehserie, 3 Folgen)
- 2004–2006: EastEnders (Fernsehserie, 187 Folgen)
- 2009: Horror Trips – Wenn Reisen zum Albtraum werden (Banged Up Abroad)
- 2014: Law & Order: UK (Fernsehserie, 1 Folge)